# رستم شاه غازی
نصیرالدوله شاه غازی رستم، رستم شاه غازی یا رستم چهارم یکی از اسپهبدان شاخهٔ اسپهبدیه باوندیان طبرستان بود و معروف‌ترین اسپهبد این دوره از تاریخ باوندیان است. در قرن ششم هجری قمری، اسپهبدان باوندی حکومتی به مرکزیت شرق مازندران امروزی بودند که کمابیش تحت فرمان امپراتوری سلجوقی، که یک سلطنت سنی‌مذهب و ترک‌تبار بود، قرار داشتند ولی با ضعیف شدن سلاطین سلجوقی، بر استقلال باوندیان افزون می‌گشت. رستم شاه غازی در زمان حکومت پدرش، اسپهبد علاءالدوله علی (س. ۵۳۴–۵۱۱)، در نبردهای بسیاری شرکت کرد و شهرت بسیاری یافت؛ چنان‌که در اواخر عمر اسپهبد علاءالدوله، بدون اجازهٔ او به لشکرکشی می‌پرداخت و تصمیمات حکومتی می‌گرفت. پس از مرگ علاءالدوله، برادر رستم شاه غازی به نام تاج‌الملوک مرداویج، که نزد سلطان احمد سنجر (فرمانروای سلجوقی، س. ۵۵۲–۵۱۱) می‌زیست، ادعای جانشینی کرد و موجب لشکرکشی ارتش سلجوقی به طبرستان شد. رستم شاه غازی ابتدا به قلعه‌ای گریخت و در آن محاصره شد ولی با طولانی شدن محاصره، سلجوقیان عقب‌نشینی کردند و او مجدداً امور مملکت را به دست گرفت. او با سلطان سنجر صلح نمود و ولیعهدش، گردبازو، را به دربار سلجوقی فرستاد. با ترور گردبازو توسط اسماعیلیان در زمان گروگان بودنش، روابط رستم شاه غازی و سلطان سنجر سلجوقی تیره شد. پس از سقوط سلطنت سنجر، به قدرت رستم شاه غازی افزوده شد و او کشورگشایی‌های خود را آغاز کرد اما اتحاد او با خوارزمشاهیان علیه قبایل غُز به شکست انجامید.
رستم شاه غازی در دوران اسپهبدی خود بر قلمرو باوندیان افزود و علاوه بر طبرستان، کومس و گیلان بر جرجان و استرآباد، جاجرم، فیروزکوه، دماوند، ری، بسطام و دامغان نیز تسلط داشت.
به گفته ابن اسفندیار اسپهبد رستم شاه غازی دارای عناوینی چون «اسپهبد کبیر» و «عادل» بود. او از جاجرم خراسان، گرگان، بسطام و دامغان تا حد مغان را در تصرف خود داشت و صاحب گنجینه‌ها و نفایس بسیار بود.
او برخلاف دیگر اسپهبدان باوندی، اهل تسامح نبود و رویکرد متعصبانه‌ای در مذهب داشت. رستم شاه غازی پیرو تشیع امامیه بود و دشمنی ویژه‌ای با اسماعیلیان داشت و در چند وهله دست به کشتار گستردهٔ آنان زد. رستم برخلاف اسپهبدان پیش از خود، دوران حکومتش را تنها صرف نبردهای داخلی و خارجی و نزاع‌های سیاسی نکرد. شاخصهٔ اصلی حکومت رستم شاه غازی توسعهٔ اقتصادی و فرهنگی قلمروش است، که در سایهٔ امنیت کاذب و رویکرد نظامی او به دست آمد. رونق تجارت، ساخت بناهای عام‌المنفعهٔ گوناگون، ساخت مسیرهای تجارت زمینی و دریایی، دعوت از صنعت‌گران و نظامیان خارجی و وجود امنیت در طبرستان، موجب پیشرفت شهرنشینی و شکوفایی اقتصادی در قلمرو رستم شاه غازی شدند؛ چنان‌که او را «مصلح اقتصادی» طبرستان در سده‌های میانه دانسته‌اند.
رستم شاه غازی در ۵۵۸ هجری (۱۱۶۳ میلادی) یا ربیع‌الاول ۵۶۰ هجری (۲۳ ژانویه ۱۱۶۵) درگذشت. از آنجا که ولیعهد نخست او، گردبازو، پیش‌تر توسط اسماعیلیان ترور شده‌بود، پس از رستم، پسر دیگرش علاءالدوله حسن، به مقام اسپهبدی باوندیان دست یافت. حسن رویکرد خشن‌تری نسبت به رستم شاه غازی داشت و موجب قتل بسیاری از درباریان پیشین شد.

## پیش‌زمینه
در سدۀ یکم هجری شاهنشاهی ساسانی در اثر حمله اعراب به ایران حکومت خویش را از دست دادند ولی چند دودمان ساسانی‌تبار در شمال ایران کنونی به حکومت خویش ادامه دادند. یکی از این خاندان‌ها باوندیان بودند. باو که نام دودمان باوندیان منسوب به اوست، نوۀ یک شاهزادۀ ساسانی به نام کیوس بود. کیوس خود پسر بزرگ‌تر قباد یکم و برادر انوشیروان عادل است که به علت تغییر مذهب از حکومت باز مانده بود. در زمان جنگ ساسانیان و اعراب، باو پادشاه وقت ساسانیان، یزدگرد سوم، را همراهی می‌کرد ولی در مسیر شرق از یزدگرد سوم جدا شد تا به زیارت آتشکده کوسان در گرگان برود و در آنجا خبر مرگ یزدگرد را شنید و از آن پس در آتشکده مقام یافت. باو چندی بعد به درخواست مردم حکومت را پذیرفت و سلسلهٔ باوندیان را بنیان نهاد. دودمان باوندی میان سال‌های ۴۵ تا ۷۵۰ هجری (۶۶۵–۱۳۴۹ میلادی) کمابیش بر بخش‌هایی از طبرستان و گیلان حکومت داشتند. در این دوران، که در حدود هفتصد سال بوده‌است، سه بار حکومت باوندیان فرو پاشید و بر همین اساس حاکمان این سلسله را به سه شاخه – کیوسیه، اسپهبدیه و کینخواریه – تقسیم می‌کنند.

### روابط شاخهٔ اسپهبدیه با سلاجقه
شاخهٔ دوم دودمان باوندیان که با پذیرش دین اسلام و مذهب شیعه دوران جدیدی را در حیات سیاسی طبرستان شروع کردند، به «اسپهبدان» شهرت دارند. این شاخه در فاصلهٔ سال‌های ۴۶۶ تا ۶۰۶ هجری قمری (۱۰۷۴–۱۲۱۰ میلادی) معاصر با امپراتوری سلجوقیان، بر نواحی گسترده‌ای در طبرستان، گیلان، ری و قومس حکومت داشتند ولی تداوم حیاتشان به حفظ رابطه با سلاطین ترک‌تبار گره خورده بود و پیش از رستم شاه غازی حکومتی مستقل نبوده و تحت انقیاد سلجوقیان قرار داشتند.
سلجوقیان در زمان سلطنت ملکشاه منطقه‌ای وسیع از هندوکوش تا آناتولی و از آسیای مرکزی تا خلیج فارس را به قلمرو خود افزودند، ولی پس از قتل ملکشاه و وزیرش، خواجه نظام‌الملک در سال ۴۸۵ هجری (۱۰۹۲ میلادی)، امپراتوری سلجوقی افول کرد. در پی افول سلجوقیان، از زمان اسپهبد حسام‌الدوله شهریار، باوندیان توانایی سرپیچی از برخی فرمان‌های سلطان محمد سلجوقی را پیدا کردند. از زمان حسام‌الدوله شهریار پایتخت باوندیان به شهر ساری منتقل شده‌بود و اسپهبدان شاخهٔ اسپهبدیه همگی شیعه اثنی عشری (امامیه) بودند و از مذهب تشیع پاسداری می‌کردند. در این دوره با کاهش قدرت سلاجقه، خوارزمشاهیان و اسماعیلیان تدریجاً قدرت بیشتری می‌یافتند.
در قرون پنجم و ششم هجری تشیع امامیه در حال گسترش در طبرستان بود و خلافت عباسیان قصد مقابله با این جریان را داشت؛ لذا می‌کوشید به راه‌های گوناگون با اسپهبدان باوندی، که حامی این مذهب بودند، مقابله کند و سلجوقیان را برای رسیدن به این هدف حمایت می‌کرد. سلجوقیان نیز نوعی مشروعیت بر پایهٔ شریعت را مبنای کار خود قرار داده بودند و امام غزالی سلطان را دارای موهبتی از سوی خدا می‌دانست و او را سایهٔ خدا بر مردم قلمداد می‌کرد. در دورهٔ سلجوقی تمایلات «ضد شیعی» افزایش یافت و سختگیری‌های مذهبی فزون گشت، به‌طور مثال خواجه نظام‌الملک در سیاست‌نامه می‌نویسد «نکند خدای ناکرده در سلطنت ترکان سلجوقی به رافضیان میدان بدهند».

## نام و القاب
نام «شاه غازی رستم» تلفیقی از فارسی و عربی است. عبارت «شاه» عنوان فارسی فرمانروایان است و عبارت «غازی» در عربی به معنای جنگجو است. لقب وی نیز «نصیرالدوله» به معنای «پیروزی حکومت» است. رشیدالدین وطواط در نامه‌ای که از سوی خوارزمشاه به رستم نگاشته، او را «اسپهبد اسپهبدان و مالک مازندران» خوانده‌است.

## شاهزادگی
نخستین بار زمانی با نام رستم شاه غازی در منابع محلی مواجه می‌شویم که وی کودک بوده و پدرش علاءالدوله علی برای حفظ جان او از جنگ‌های داخلی باوندیان، وی را به همراه اتابکی به نام «باکالجار بن اباجعفر کولایج» به قلعهٔ کیسلیان فرستاد. اگرچه علاءالدوله علی در جنگ‌های داخلی باوندیان پیروز شده بود با این حال، موضوع عدم حمایت و تأییدش از سوی بزرگان خاندان باوند و بزرگ مالکان شهریارکوه برقرار ماند و این مشکل برای رستم شاه غازی نیز به ارث گزارده شد.
رستم از همان آغاز نوجوانی در کنار پدر با مخالفان به نبرد می‌پرداخت. در نوجوانی پدر او را نزد سلطان سنجر فرستاد تا در نبرد خراسان شرکت کند. حضور مستمر رستم شاه غازی در میدان‌های نبرد مختلف داخلی و خارجی، او را در عرصهٔ سیاسی به شهرت رسانید. در ابتدای دوران سلطنت علاءالدوله، رستم شاه غازی به محاصرهٔ بهرام، عمویش که ادعای وراثت اسپهبدی داشت، پرداخت و نهایتاً بهرام با وساطت خواهر خود دژ را ترک کرد و به ری رفت. در پیکاری که رستم برای بازپس گرفتن دژ کیسلیان تدارک دید نیز در برابر لشکر قراجه ساقی، دلاوری خود را نشان داد.

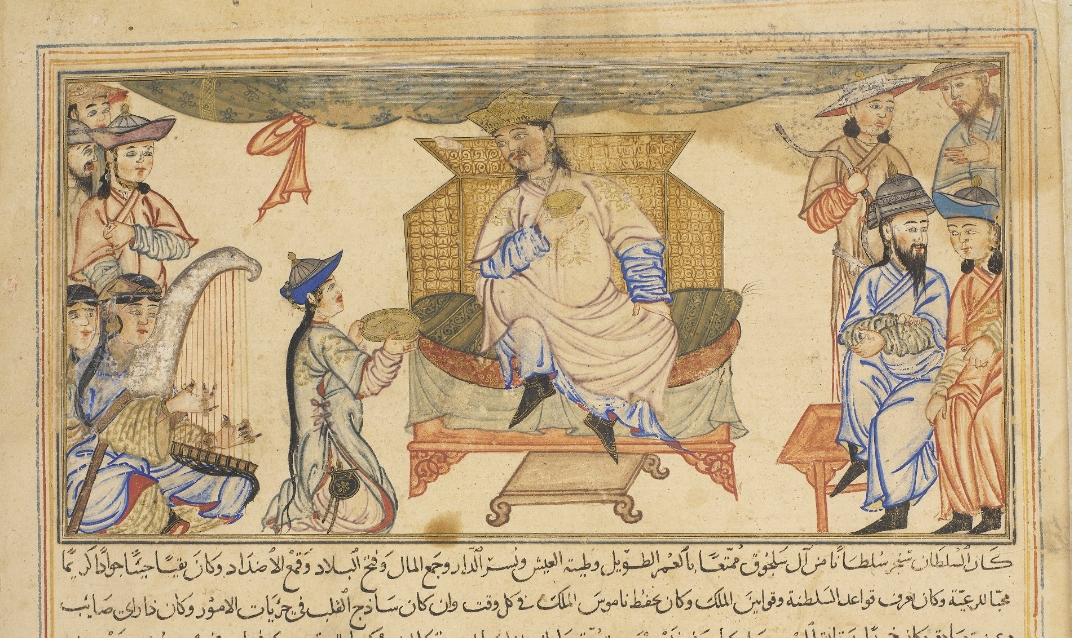
تصویری قرن چهاردهمی از احمد سنجر و درباریانش.

علاءالدوله دارای اختلافاتی با سنجر، حاکم سلجوقیان، نیز بود. سنجر او را به درگاه خود فراخواند ولی علاءالدوله حاضر نشد. سنجر ابتدا بهرام و پس از آن برادرزادۀ خود، مسعود، را با لشکری برای سرکوب علاءالدوله فرستاد، بهرام شکست خورد و کشته شد و برای مقابله با مسعود، علاءالدوله پسرش رستم شاه غازی را روانه میدان کرد و کار به صلح ختم شد و مسعود پس از ایامی مهمان بودن در درگاه باوندیان به خراسان بازگشت. در ۵۲۱ هجری مجدداً سنجر اسپهبد باوندی را فراخواند؛ ولی علاءالدوله باز هم به بهانهٔ پیری حاضر نشد و سنجر این بار مسعود سلجوقی را به گرگان فرستاد و حکم شهریارکوه را به نام او کرد. مسعود منتظر فرصتی برای نابودی امارت باوندیان بود. در زمانی که شاه غازی برای مبارزه با اسماعیلیان لشکرکشی کرده و در نبرد مجروح شده بود، مسعود فرصت را غنیمت شمرده و برای نابودی امارت باوندیان، به طبرستان لشکرکشی کرد هرچند که علاءالدوله او را غافلگیر کرده و شکست داد. سلطان سنجر سپاهیان دیگری را هم برای فتح طبرستان روانه کرد که همگی در برابر علاءالدوله علی شکست خوردند. نهایتاً سنجر پذیرفت که یکی از فرزندان علاءالدوله علی، به جای خود او، در رکابش حاضر شود و در راه لشکرکشی به عراق توقف کرد تا سپاهیان باوندی به آن‌ها ملحق شوند.
سنجر پس از ادعای سلطنت مسعود و هم‌پیمان شدن او با با قراجه ساقی، اتابک پیشین سلاجقه، در نامه‌ای مجدداً از اسپهبد علاءالدوله خواست در رکابش حاضر شود و در نبرد با دشمنان تازه او را حمایت کند. علاءالدوله باز هم نرفت و دو تن از پسرانش را برای این کار نامزد کرد ولی سنجر پاسخ داد که اگر خودت نمی‌آیی لااقل رستم شاه غازی را بفرست. همزمان با حضور رستم شاه غازی، فرماندهان سنجر که پیشتر به طبرستان فرستاده شده بودند هم به اردوگاه او در ری ملحق شدند و سنجر آنان را به خاطر شکست‌هایشان در لشکرکشی به طبرستان نکوهش کرد و آنان از ترس جانشان به سوی دژی در گرگان گریختند. شاه غازی تصور کرد این حیله‌ای است که فرماندهان مذکور به دستور سنجر از نبود او سوءاستفاده کنند و به قلمرو پدرش حمله کنند. رستم در نامه‌ای علاءالدوله را مطلع کرد ولی خود در پی سنجر به سوی قم، ساوه و همدان تاخت و در نهاوند سپاهش را در صف لشکریان سلجوقی قرار داد تا با قراجه ساقی بجنگد.

شاه غازی چون شیر شرزه با ابطال و دلاوران برفت، تو گفتی از غایت میل به دشمن‌کُشی و لشگرکشی به عروسی می‌رود

التدوین فی جبال شروین اثر اعتمادالسلطنه، ص ۱۴۶
در منابع سلجوقی در مورد جنگیدن رستم در نبرد با قراجه مطلبی نیامده‌است ولی منابع دیگر، همچون ابن اثیر، از دلاوری و بی‌باکی رستم در این مبارزه خبر دادند. ابن اثیر دربارهٔ این نبرد گفته‌است: «…و وقعت الحرب و قامت علی ساق و کان یوماً مشهودا؛ جنگ روی داد و کار بالا گرفت و روز مهمی بود.» رستم بی‌محابا در میدان جنگید تا نیزه‌ای به او خورد و از اسب فرو افتاد. یکی از سربازان، به نام ابوشجاع، خود را روی رستم انداخت، تا جانش را حفظ کند و در این راه هر دو دستش قطع شد. دیگر سربازان سر رسیدند و جان هر دو را نجات دادند. در این حین یکی دیگر از سربازان گروه باوندی، به نام حسین کرد عرب، توانست قراجه را با نیزه از اسب بیندازد و دستگیر کند. سنجر ضمن عطای پاداش به حسین کرد عرب، به عیادت شاه غازی رفت و طبیبان مخصوصش را به درمان او گماشت. مدتی بعد رستم بهبود یافت و از همدان بازگشت و در مسیر، وقتی به ری رسید، سنجر به خوشامد گفت.
در سال‌های پایان زندگی علاءالدوله، بزرگان طبرستان به دور شاه غازی جمع شده بودند و شوکت او از پدر فزونی یافته بود. شاه غازی یک سال پیش از مرگ علاءالدوله از او دژ دارا را درخواست کرد که پدر نپذیرفت و او به آرم رفت و به گوشه‌نشینی پرداخت و مشغول تحصیل فقه شد تا این که علاءالدوله به دلیل بیماری تمکین کرده و فردی به نام «جمال الملک» میانشان وساطت کرد تا دژ دارا به شاه غازی داده شود.
رستم با در دست گرفتن دژ دارا و فرماندهی نیروهای پدر، بی‌اجازهٔ او برای توسعهٔ قلمرو به سلسله جنگ‌هایی اقدام ورزید. هنگامی که آتْسِز خوارزمشاه شهر گرگان را تسخیر کرد، رستمِ کبودْجامه، والی آن شهر، را به زندان افکند. شاه غازی بدون اجازهٔ پدر به دیدار وی رفت و رستم کبودجامه را رهانید. علاءالدوله این عمل را نکوهش کرد. این اتفاق در ۵۳۶ هجری قمری (۱۱۴۲ میلادی) رخ داده‌است و نشان می‌دهد که تا این سال علاءالدوله زنده بوده‌است. منتهی سال دقیق مرگ او مشخص نیست. در سال‌های پایانی زندگی، علاءالدوله حکومت را به شاه غازی سپرد و خود در تمیشه اقامت گزید و پس از مرگ جسدش در ساری دفن شد.
علاءالدوله پیش از مرگ رستم را به حضور طلبیده بود و گفت «چون از برادرت مرداویج آزرده هستی، هرچه سفارش کنم فایده‌ای ندارد ولی قارن، برادر کوچکتر، را به تو می‌سپارم.» لازم به ذکرست که مرداویج از لحاظ سنی، بزرگ‌تر از رستم بود و از این حیث انتظار داشت که وارث تاج و تخت باوندی باشد. شاه غازی یحتمل به روش سنتی خاندان باوند به حکومت رسید. با توجه به سنت‌های باقی مانده از ایران باستان، مراسم هفت شبانه روز طول کشید و بزرگان و شخصیت‌های مهم سراسر قلمرو باوندیان با هدایا و پیشکش‌های خود به مهمانی آمدند و در روز هشتم رستم شاه غازی بر تخت سلطنت تکیه زد و فرمانداران را در مناطق خود ابقا نمود.

## رابطه با سلاطین ترک و اشراف مازندران
پس از مرگ علاءالدوله علی، تمامی کارگزاران او به شاه غازی پیوستند. او در حالی به حکومت می‌رسید که اوضاع خلافت عباسی و سلجوقیان نامناسب بوده و قدرت خوارزمشاهیان رو به رشد بود ولی بزرگترین مشکل او برادرش، تاج‌الملوک مرداویج، بود که نزد سلطان سنجر رفته و در مرو ساکن بود. تاخت و تازهای رستم شاه غازی موجب شد امیران مجاور و ملوک طوایف بیم‌ناک شوند و پنهانی از مرداویج بخواهند تا به طبرستان بازگردد و به جای علاءالدوله که تازه درگذشته بود، بنشیند. شاه غازی علاوه بر عدم مقبولیت و مشروعیت نزد بزرگان خاندان باوند، در بین بزرگ مالکان طبرستان نیز مخالفان بسیاری داشت. مرزبان طبرستان، استندار لارجان و «شهریوش بن هزاراسپ» (از ملوک استنداران رویان) از جمله خواص طبرستان بودند که بر عدم مشروعیت شاه غازی تأکید داشتند. عدم محبوبیت شاه غازی نزد این طبقات تا جایی بود که «منوچهر»، مرزبان لارجان، به وی لقب «شال مازندران» (شغال مازندران) داده بود.

اگر مردآویج برادر من بودی، خود نان از من گرفتی و خدمت من کردی؛ چون خدمت سلطان کند، نان آنجا باید گرفت.

تاج‌الملوک که همنشین سنجر بود، با لشکری به فرماندهی «قشتمر» و ۱۰۰۰۰ نفر به طبرستان بازگشت. سپاهیان سنجر گفتند که برای صلح میان دو برادر و تقسیم قلمرو علاءالدوله آمده‌اند؛ اما رستم نپذیرفت و برادر را به خاطر روی آوردن به ترکان نکوهش کرد. قشتمر و مردآویج چاره‌ای جز جنگ نیافتند و با کمک امیران مخالف رستم و کسانی که از بیم ستم او به مرداویج پیوسته بودند، حمله را آغاز کردند. رستم پسرش، حسن، را در دژ ایلال نهاد و خود به دژ دارا رفت. مردآویج و سپاهیان ترکش دژ دارا را محاصره کردند و رستم ۸ ماه در برابر آن‌ها مقاومت کرد. پس از این مدت، ستم ترکان و ویرانی‌هایی که به بار آوردند، مردم را بار دیگر به سوی رستم سوق داد. گویا رغبت به رستم شاه غازی در میان مردم، اصناف و سادات شهر هم بوده، چنانچه یک نانوای استرآبادی و فردی به نام محمد آهنگر به رهبری مردم استرآباد به پشتیبانی از رستم شاه غازی پرداختند، استندار شهریوش و «منوچهر لارجان» که در یورش مرداویج از او حمایت کرده بودند، پس از آن به شاه غازی روی آورده و از او امان خواستند. علاوه بر این شرایط آب و هوایی و باران‌های پیاپی نیز کار سپاهیان سلجوقی را سخت نمود و به عقب‌نشینی آنان منجر شد. مردآویج به استرآباد رفت و آن شهر را تسخیر کرد و شاه غازی پذیرفت ولیعهد خود «گردبازو» را همراه با هزار مرد به دربار سلطان سنجر بفرستد. رستم از دژ دارا بیرون آمده و برای جبران ویرانی‌ها ۳ سال مالیات را بخشید و استندار شهریوش پس از اتحاد با شاه غازی با خواهر او ازدواج کرد. گردبازو، ولیعهد شاه غازی، در سال ۵۳۷ هجری (۱۱۴۲ میلادی) توسط اسماعیلیان در سرخس ترور شد و شاه غازی از آن پس تمامی روابط و مکاتبات خود با دربار سلجوقی را قطع کرد و سنجر را «ملحد» خواند؛ زیرا سنجر در این دوره با حسن صباح، رهبر اسماعیلیان الموت، صلح کرده بود. سنجر در اثر این صلح حتی در قلمرو خود نیز با مخالفت فقها روبرو شد و او را ملحد می‌خواندند.
مدتی بعد در سال ۵۴۸ هجری (۱۱۵۳ میلادی)، غُزها به خراسان هجوم بردند و سنجر را دستگیر کردند و امیران سنجر، من‌جمله برادرزاده‌اش سلیمان‌شاه، به استرآباد گریختند. سرنگونی دولت سنجر به شاه غازی این فرصت را داد که قلمرو خود را گسترش دهد. رستم شاه غازی در این هنگام به استرآباد رفته و مرداویج را بیرون کرد و دستور داد پیش از آن که به خراسان برسد، او را بکشند. سپس رستم شاه غازی بر جرجان و جاجَرْم چیره شد. او سلیمان‌شاه را به همدان، نزد ملکان سلجوقی جبال و آذربایجان فرستاد و سلیمان به عنوان سپاسگزاری شهرهای ری، ساوه و سمنان را به شاه غازی سپرد. در مدت بیست ماهی که ری تحت حکومت شاه غازی بود، مدارس و مؤسساتی برای گسترش تشیع در این شهر ساخته شد.
غزان که حالا با شاه غازی همسایه شده بودند و عزم تصرف عراق عجم را داشتند، کوشیدند تا با او بر سر تقسیم عراق و خراسان به توافق برسند. اما رستم با آتسز خوارزمشاه متحد شد و تعهد کرد سنجر را از دست غزان برهاند. غزان پس از این تعهد، پیغام فرستادند و از او خواستند اجازه دهد به سوی شرق لشکرکشی کنند و در عوض نیشابور و شهرهای آن محدوده را تحت تصرف خود گیرد، اما رستم گفت به جهاد آمده‌است و صلح با آنان را نپذیرفت.

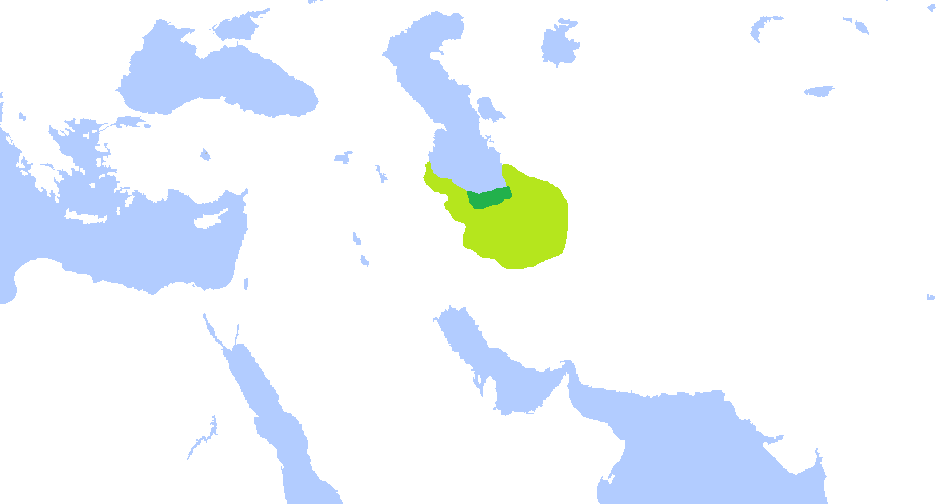
رستم شاه غازی دودمان باوندیان را به دوران طلایی خود رساند و گسترهٔ قلمروش را به بیشترین حد آن رساند.

در سال ۵۵۱ هجری در دَهستان شاه غازی به همراه «ایتاق» و «کبودجامه» به مصاف غزان رفت ولی در بین راه خبر مرگ آتسز خوارزمشاه به آنان رسید. سپاهیان رستم خواستند او را از ادامه نبرد بازدارند ولی او نپذیرفت. غزها نیز ابتدا مواجهه با اسپهبد را لازم ندانستند و خواستار مصالحه شدند اما اسپهبد کوتاه نیامد و نبرد درگرفت. ایتاق و کبود جامه وی را رها ساختند و غزها سپاهیان اسپهبد رستم را شکست دادند. رستم شاه غازی در راه بازگشت به دژهای مهرین و منصوره کوه گریخت و پس از ۸ ماه محاصره از دژ خارج شد. سپس بسطام و دامغان را تصرف کرد و آن‌ها را به «تیول سابق‌الدین قزوینی» سپرد. در این هنگام اسماعیلیان در قومس نفوذ بسیاری داشتند، ولی پس از آن باوندیان به مقابله با این مذهب پرداختند و سابق‌الدین اسماعیلیان را در تنگنا قرار داد به گونه‌ای که این درگیری‌ها موجب آشفتگی اوضاع و پریشانی خاطر مردم قومس شد.
پس از پیکار با غزها، ۲ تن از سرداران سپاه رستم به نام «کیکاووس هزار اسپ»، برادر شهریوش و داماد علاءالدوله علی و حاکم رویان، همراه با «فخرالدوله گرشاسب»، پسرخواندهٔ مردآویج و حاکم کبودجامه، بر رستم شوریدند. کیکاووس با قاضی رویان، به نام سروم، همدست شد و در آمل قصر رستم را سوزاند، اما مردم به مقابله برخاستند و او را بیرون راندند. فخرالدوله نیز استرآباد را غارت کرد و به مکانی به نام گلپایگان رفت. رستم شاه غازی به آن سامان لشکر کشید و آنجا را سوزاند و بسیاری از بزرگان آن دیار را کُشت و فخرالدوله به دژ جهینه پناه برد. شاه غازی پسر خود حسن را برای سرکوب کیکاووس به رویان فرستاد، اما حسن به سختی شکست خورد و به گیلان گریخت.
رستم خود در حالی که از شدت درد نقرس بر تخت روان نشسته بود، به پیکار با کیکاووس شتافت و او را درهم شکست. کیکاووس که از طغیان خویش و ویرانی ولایت سخت پشیمان بود، قاضی سروم را به مکافات تحریکاتی که کرده بود، دار زد. سرانجام به میانجیگری بزرگان طبرستان در میانه صلح شد و کیکاووس به رکاب رستم شاه غازی پیوست. رستم شاه غازی پس از آن به سرکوب فخرالدوله گرشاسب رفت و دژ جهینه را محاصره کرد. کیکاووس به میانجیگری کوشید و سرانجام فخرالدوله را واداشت که به فرمان رستم گردن نهد.
با مرگ سلطان سنجر در ۵۵۲ هجری، برادر زاده‌اش، سلیمان‌شاه، بار دیگر به شاه غازی پناهنده شد. شاه غازی او را در ری به تخت نشاند. محمود خان، جانشین سنجر، وقتی متوجه عدم حضور شاه غازی در طبرستان شد، همراه با «مؤید آی‌ابه» به قلمرو او حمله کرد و در کوسان پایگاهی ایجاد نمود. شاه غازی «قارن» را همراه چهارصد غلام و پانصد باوند شبانه به مقابل او فرستاد و «شرف‌الملوک حسن» را به مهروان اعزام کرد تا از فرار آن‌ها جلوگیری کند. آن‌ها لشکریان محمود خان را شکست دادند و محمود خان به خراسان بازگشت. در همان سال محمود خان همراه مؤید آی‌ابه و امیر ایتاق به طبرستان حمله کرد و خرابی‌هایی به وجود آورد که رستم شاه غازی با پرداخت خراج با او صلح نمود. در ۵۵۶ میان شاه غازی و «یغمر خان» نزاعی درگرفت که یغمر خان به غزان پناه جست. شاه غازی گریخت و یغمر گرگان را به یغما برد. در ۵۵۸ شاه غازی برای بازپس‌گیری قومس و بسطام به تنکز، نایب مؤید آی‌ابه، حمله کرد و شکست خورد. سال بعد لشکری به فرماندهی سابق‌الدین قزوینی را برای فتح همان نواحی فرستاد و این بار موفق شد.
از سوی دیگر سلیمان‌شاه در ری به دست دشمنان زندانی شد و اتابک شمس‌الدین ایلدگز، مؤسس اتابکان آذربایجان، توانست عراق را تسخیر کند و ری را به پسرش محمد جهان پهلوان بسپارد. رستم شاه غازی از حکومت ری چشم پوشید و برای جلوگیری از حمله آنان به طبرستان، قلعه‌های استوناوند و فیروزکوه را در مرزهای جنوبی خود مستحکم ساخت و بر دماوند مسلط شد.

## رابطه با اسماعیلیان

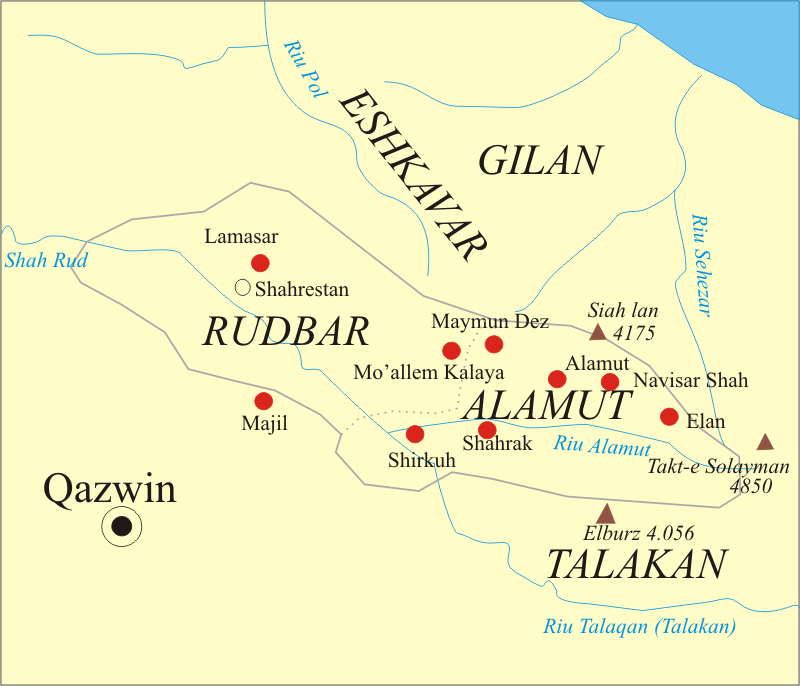
مکان برخی قلاع اسماعیلی در الموت و رودبار بر روی نقشه

از جمله ویژگی‌های رستم سوم، دشمنی سخت وی با اسماعیلیان بود. سوءقصد اسماعیلیه به جان شاه غازی در دوران ولیعهدی او، را آغازی بر این دشمنی دانسته‌اند. شاه غازی در زمان شاهزادگی خود، دو بار مورد حمله قرار گرفت. اولین این حملات به سبک حملات اسماعیلی‌ها در محلهٔ مسجد زنگوی ساری رخ داد و رستم از آن جان سالم به در برد و فرد ضارب سریعاً به قتل رسید. بار دیگر در جنگل ولیکان آمل در حال شکار بود که هنگامی که آب می‌نوشید، دو نفر از نوکران اسماعیلی مذهبش با زوبین به پهلویش زدند و او به زمین افتاد. ضارب به خیال این که شاه غازی را کشته‌اند، به دیگر نوکران حمله کرد و نهایتاً هر دو تن کشته شدند ولی شاه غازی پس از چند ماه درمان، سلامتش را بازیافت و پدرش میان بینوایان آذوقه و پول پخش نمود. عده‌ای از مورخان این سوء قصد را توطئهٔ مخالفان رستم شاه غازی در جهت تهدید و ترعیب او می‌دانند؛ چنان‌که سال‌ها بعد و پس از قتل ولیعهد رستم به دست اسماعیلیان بود که این دشمنی شدت یافت. به ریشه‌های این دشمنی باید تلاش اسماعیلیان برای گسترش قلمرو خود و چیرگی بر ارتفاعات طبرستان را نیز افزود که خواه‌ناخواه به رقابت و گاه پیکار با علاءالدوله، پدر رستم، نیز می‌انجامید. شاه غازی از همان ایام حکومت علاءالدوله برای مقابله با اسماعیلیان تلاش داشت و با نابود کردن آن‌ها در دژهایی چون رکوند و کیسلیان بر آتش دشمنی دامن زد. اسماعیلیان نیز اقدام به ترور کردند ولی شاه غازی به رغم آن که دو بار زخم برداشت، هر بار از مهلکه گریخت.
شاه غازی به خاطر گرفتاری‌های خارجی و داخلی، مدتی فرصت سرکوب اسماعیلیان را نیافت ولی پس از فارغ شدن از آن درگیری‌ها، مجدداً به نبرد با اسماعیلی‌ها پرداخت. چنان‌که گفته‌اند تنها در یک روز دستور داد تا ۱۸۰۰۰ اسماعیلی را در سلسله کوه رودبار گردن زدند و از سرهایشان مناره ساختند. اسماعیلیان به انتقام این کشتار گردبازو، پسر و ولیعهد شاه غازی، را در حمام دربار سنجر غافلگیر کردند و کشتند. پس از قتل گردبازو دشمنی کینه‌توزانه شاه غازی با اسماعیلیان شدت گرفت و او شخصاً حملات متعدد به قلاع اسماعیلی را رهبری کرد. بنابر گزارش ابن اثیر در ۵۵۲ هجری (۱۱۵۷ میلادی) به محاصرهٔ دژ الموت پرداخت و یحتمل پس از آن بود که به دژ گردکوه یورش برد. هنگام محاصرهٔ طولانی گردکوه حاکم جوین به تحریک اسماعیلیان از موقعیت سوء استفاده کرده و به قلمرو شاه غازی تجاوز کرد. سپس رستم شاه غازی هزار درهم، که خراج دیلمستان بود، را به دفع اسماعیلیان اختصاص داد و در ایالت‌هایی که اسماعیلیان پنهانی رفت‌وآمد داشتند، کسانی را با مستمری منظم اجیر کرد تا آن‌ها را نابود کنند. اسماعیلیان در اثر این حملات پیاپی رو به زوال رفتند ولی این دشمنی‌ها، که شاه غازی تا زمان مرگش آن را ادامه داد، هیچ نتیجه‌ای برای باوندیان دربر نداشت و تنها موجب افول تدریجی قدرتشان شد. شاه غازی در نامه‌ای به محمد بزرگ امید، امام اسماعیلیان الموت، نوشته‌است:
زندگی کافر بدگوهر، ملعون اعور، مخذول اکبر، محمد نومید، در زمین دراز مباد و ایزد او را هالک و قرین او مالک کناد. پوشیده نیست که ایزد ـ عز و علا ـ کشتن کفار و ملاحده سبب نجات مؤمنان و مسلمانان گردانیده‌است و بزرگ‌تر نعمتی و عظیم‌تر منتی خدای را — تبارک و تعالی — بر ما آنست که بواسطهٔ شمشیر ما دمار از دیار شما برآرد.

## اوضاع اقتصادی
جنت عدن است گویی کشور مازندران
در حریم حرمت اسپهبد اسپهبدان

_مهجوری، تاریخ مازندران. ص ۱۸۶

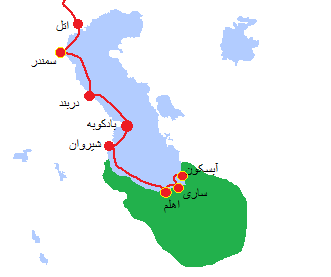
راه دریایی طبرستان احتمالاً از بندر الهم آغاز می‌شد و با حرکت در کرانه‌ها به دیلم و گیل و از آنجا به شروان و سپس سمند و اتل، در خزر، می‌رسید و در نهایت از سرزمین خزران به اروپای شرقی و بلغار می‌رفت اما مسیر تجاری اصلی را باید طبرستان به دربند دانست و تجارت اصلی بین این دو سرزمین بود.

در دوران حکومت سلجوقیان بر ایران رشد اقتصادی بر پایهٔ تجارت در جهان اسلام گسترش یافت و توجه دولت مرکزی به تجارت موجب توجه بیشتر دولت‌های محلی به این مسئله شد. طبرستان در ناحیه‌ای قرار داشت که مناطق مرکزی و جنوبی ایران را از طریق دریای خزر به شرق اروپا و جنوب سیبری متصل می‌کرد و راهی بازرگانی برای تجارت پوست، برده و ابریشم بود. در هنگام سلطنت رستم شاه غازی مازندران، که دارای ساختاری روستایی و بر پایهٔ کشاورزی بود، متحول شد و فعالیت‌های اقتصادی بر پایهٔ داد و ستد منجر به گسترش شهرنشینی در این مناطق گشت. انتقال پایتخت باوندیان از شهر کوهستانی فریم به شهر جلگه‌ای ساری و وسوسهٔ افزایش درآمدهای مالیاتی و تأثیر جوامع همسایه از دلایل حرکت باوندیان به سوی این تحول بودند.
دوران حاکمیت رستم شاه غازی، هرچند با دور شدن از باورها و هنجارهای باوندیان نخستین و حتی ساختارهای سیاسی و اقتصادی رایج نزد حکومت‌های محلی این ناحیه همراه بود، اما دورانی از رونق و شکوفایی اقتصادی را برای مردم طبرستان به همراه داشت؛ به‌طوری‌که می‌توان دوران حکومت وی را «عصر طلایی» حکومت باوندیان دانست. اقدامات شاه غازی در عرصه‌های سیاسی، اقتصادی و مذهبی شدیداً از رویکرد نظامی او تأثیر می‌پذیرفت. نظامی‌گری از یک سو به حکومت او مشروعیت می‌بخشید و از سوی دیگر با امنیت کاذبی که با ارعاب در قلمروش فراهم کرد، تغییرات و اصلاحاتی را خواسته یا ناخواسته به بافت اجتماعی و اقتصادی ناحیه تحمیل کرد. هرچند این تحولات در داخل طبرستان در جهت مشروعیت بخشیدن به پایه‌های لرزان حاکمیت شاه غازی صورت پذیرفت؛ اما ابعاد اجتماعی و اقتصادی آن بر حیات و معیشت مردم ناحیه تأثیر به سزایی داشت. از دیگر دلایل احتمالی رفاه اقتصادی و پیشرفت فرهنگی حکومت شاه غازی طولانی‌تر بودن این برهه و ضعف سلاطین ترک‌تبار بوده باشد.
شاه غازی در نخستین اقدام اقتصادی خود مالیات سه سال را بخشید تا اثرات نامطلوب جنگ برطرف شوند. سپس با در پیش گرفتن سیاست ارعاب و خشونت، امنیت و در نتیجه تجارت و بازرگانی را افزایش داد. شاه غازی و اطرافیان او توجه ویژه‌ای نسبت به توسعهٔ شهرنشینی و مشاغل شهری داشتند و توسعهٔ شهر ساری و گسترش بازار، اصناف و رواج تجارت در نتیجهٔ اقدامات ایشان صورت پذیرفت. به‌طور مثال مرزبان لارجان افرادی اهل حرف از هند، روم، مصر و شام در کهرود ساکن کرد یا تشکیل گارد ویژهٔ رستم، که متشکل از روس‌ها و ترک‌ها بود، موجب افزایش دکان‌ها و قصابی‌ها شد. رشد اقتصادی در داخل طبرستان موجب افزایش مبادلات و توسعهٔ بازرگانی با خارج از مرزها شد. رستم ناوگان تجارت دریایی تشکیل داد و نمایندگان تجاری به مناطقی از اصفهان و ری گرفته تا گیلان، خوارزم، بغداد و مکه فرستاد. او بر تولید برخی محصولات کشاورزی نیز سرمایه‌گذاری کرد و به دستور او کاشت نیشکر افزایش یافت و حتی کارگاه‌های تولید نیشکر در مناطق دیگر، همچون خوزستان، تأسیس شد تا سود بیشتری حاصل شود. علاوه بر شکر و نبات، روغن، حصیر و برنج از دیگر تولیدات صادراتی طبرستان در این عصر بوده‌اند. شاه غازی شخصاً صاحب غالب ثروت به دست آمده از این بازرگانی‌ها بود، به گونه‌ای که ابن اسفندیار او را نخستین اسپهبد باوندی که صاحب بارگاه و تخت بوده، معرفی کرده‌است و ثروتش را با دارایی خسرو پرویز مقایسه می‌کند.

### تجارت دریایی
سیاست شاه غازی سبب رشد و رونق تجارت دریایی از مسیر طبرستان شد. از این دوره تجار مسلمان به همراه کالاهایشان برای رفتن به سرزمین خزرها از گرگان و طبرستان عبور می‌کردند. برخی نیز از سواحل طبرستان سوار بر کشتی شده و در اتل، شهر بندری خزران، پیاده می‌شدند و از آنجا سوار بر قایق به سرزمین‌های اروپای شرقی به ویژه سرزمین بلغارها می‌رفتند. به دستور رستم شاه غازی ۴۰۰ کشتی ساخته و وارد دریای خزر شد. این امر سبب رونق گردن سفر دریایی در این دریا شد زیرا پیش از آن کشتی‌های کمی در دریای خزر بودند و تجارت در این دریا اکثراً در تملک خزرها بود. افزایش روابط تجاری بین سرزمین‌های حاشیهٔ خزر سبب پیوند سیاسی و فرهنگی مردمان ساکن اطراف این دریاچه هم شد و در مواردی پیمان‌های منطقه‌ای بین حکومت‌های محلی اطراف آن به ویژه در برابر هجوم ترکان منعقد شد که باوندیان نیز در آن حضور داشتند.
در دربند و آبخاز جنگی بر پا شد که هدف آن گسترش قلمرو و تسلط بر راه‌های تجاری دریایی و زمینی طرفین درگیر بود. در این میدان حاکم شروان و دربند، که مورد حمایت سلجوقیان بود، مورد هجوم روس‌ها و خزرها قرار گرفت. در این جنگ فرمانروایان سرزمین‌های حاشیهٔ دریای خزر برای حفظ موجودیت سیاسی و اقتصادی خود علیه مهاجمان متحدانه جنگیدند و رستم شاه غازی نیز در این اجتماع حضور داشت.

## اوضاع نظامی

حکومت‌های قفقاز در مجاورت غربی دریای خزر، که رستم شاه غازی با آنان ارتباط برقرار کرده بود.

عدم حمایت اکابر مازندران از شاه غازی در نبردهای آغاز دوران سلطنت او با برادرش، وی را به ضعف نظامی و ناتوانی در تأمین امنیت قلمروش آگاه ساخت. بی‌اعتمادی شاه غازی از نیروهای محلی مازندران وی را مجاب به استفاده از اجیران بیگانه کرد. ظاهراً شاه غازی از ابتدای جنگ با بزرگ مالکان به استفاده از هستهٔ نظامی غلامان غیربومی نظر داشت. او پس از فتح استرآباد، برای از سر راه برداشتن برادرش، تاج الملوک مرداویج، یک غلام روس به نام سنقر سرخ را برگزید. او به دلیل بی‌اعتمادی به سربازان وطنی یا شاید به تقلید از خلفای عباسی، مردانی از گیل و دیلم را با دادن مبالغی از سی تا هزار دینار اجیر نمود و به ۵۰۰ نفر از اهالی گیل سپر، پرچم و شمشیر داد. همچنین دستور داد ۴۰۰ غلام زرخرید ترک را در ساری اسکان داده، گفت فقط می‌توانند در همین شهر ازدواج کنند و به هریک از آن‌ها روزانه ۱۰ من نان و ۲ من گوشت می‌داد. او گارد ویژه‌ای از ترک‌ها و روس‌ها را در ساری مستقر کرد. این شیوه به تبعیت از شاه غازی تا پایان عصر باوندیان ادامه یافت.
روش سیاسی رستم شاه غازی شیوه‌ای خشن و نظامی بود که — علی‌رغم توسعهٔ اقتصادی — نارضایتی نخبگان سیاسی را در پی داشت. خورشید مامطیری، از دانشمندان و شاعران دربار اسپهبد رستم شاه غازی، اشعاری به زبان طبری دارد. وی در این شعر، فضای فکری دوران شاه غازی و خشونت وی پس از نبرد با استندار رویان، کیکاووس، را انعکاس داده‌است:
| تدبیر کرده‌ای کاری کی کوشک بسوجن |  | او که سی کوشک پرنده تا بلوجن |
| تون کشور بدین کهون اورجن        |  | تدبیر کرده کاری دیر هارموجن  |

## اوضاع مذهبی
پیش از شاه غازی دیگر اسپهبدان باوندی نیز پیرو تشیع بوده‌اند ولی مذهب دقیقشان قابل تشخیص نیست و نمی‌دانیم نخستین اسپهبد باوندی که به تشیع امامیه گروید مشخص نیست. اسپهبدان پیش از رستم شاه غازی همواره اهل تسامح مذهبی بوده‌اند، اما او برخلاف پیشینیان خود مذهب را در سیاست ادغام کرد. رستم پیش از رسیدن به قدرت نیز با علوم و فقه آشنا بود. در حالی که تا پیش از ۵۱۳ هجری اختلافی میان اسماعیلیه و باوندیان گزارش نشده، از این تاریخ با توجه به سیاست‌های سنجر سلجوقی، اسماعیلیان تجاوزهایی به قلمرو باوندیان داشتند و به تبلیغ آیین خود در طبرستان پرداختند. درگیری میان رستم شاه غازی با اسماعیلیان به ترور ولیعهد او انجامید. گردبازو پس از مرگ «شهید» نامیده شد و او را در حرم علی بن موسی الرضا دفن کردند. شاه غازی پس از این واقعه برای انتقام گرفتن تا آخر عمر به آزار و قتل اسماعیلیان می‌پرداخت. او سادات و علمای تشیع امامیه را در دستگاه سیاسی خود منزلت داد و بر مسند قدرت نشاند. با این حال گزارشی از وساطت و میانجی‌گری میان شیعیان و شافعیها توسط رستم شاه غازی در درگیری مذهبی میان مردم استرآباد وجود دارد که ابن اثیر در آن حمایت شاه غازی از اهل سنت در برابر شیعیان امامیه را مطرح کرده و دلیل آن را «تعدی» اهل تشیع دانسته است. شاه غازی به سبب پای‌بندی شدید به تشیع یا به نشانه مخالفت با اسماعیلیان، سکه و خطبه به نام صاحب‌الزّمان کرده بود و خود را نایب او می‌دانست. ولی چنین سکه‌ای از دوران رستم شاه غازی پیدا نشده‌است. تنها سکهٔ پیدا شده دیناری از سال ۵۵۱ یا ۵۵۲ هجری و بدون محل ضرب است. از دلایل مبارزه شاه غازی با اسماعیلیه این موارد را برشمرده‌اند: جلوگیری از نفوذ اسماعیلیه در قلمرو باوندیان، اختلافات مذهبی با آنان و جلوگیری از تهمت‌هایی مبنی بر همکاری شیعیان امامی و اسماعیلی، به دست آوردن مشروعیت در جهان اسلام، دسترسی به خزائن و غنیمت‌های اسماعیلیان.

## اوضاع فرهنگی و شهرسازی
خاندان باوندی علاقهٔ فراوانی به ساخت بناهای عام المنفعهٔ عمومی داشتند. این اماکن عمومی از کاروانسرا و گرمابه تا دکان و بازار متفاوت بود. ثروت خاندان باوندی که اکنون برای شاه غازی به ارث مانده بود، پشتوانهٔ وی در ساخت چنین اماکنی بود. به‌طور مثال شاه غازی با استفاده از ارثی که از عمه‌اش به او رسید، اقدام به ساخت رباط‌ها، سنگ پشت‌ها و سایر اماکن عام‌المنفعه کرد. این اقدامات و ساخت و سازها موجب تحول در ساختار شهرهای قدیم طبرستان و تبدیل شدن روستاهای پیشین به شهرهای جدید شدند. نکتهٔ مهم این شهرها وجود بازار بود؛ پیش از این وجود بازار در تاریخ طبرستان کم بود. اقدامات شاه غازی محدود به طبرستان نبود و در دیگر نقاط مرکزی ایران نیز موقوفاتی از او باقی ماند. کاروانسرا، گرمابه، بازار، مسجد و مدرسه از مهم‌ترین اماکن وقفی بوده که رستم شاه غازی به ساخت آن در قلمروش پرداخت که برخی از این آثار تا امروز برپا هستند.
شاه غازی مدارس و کتابخانه‌هایی نیز تأسیس نمود که به احتمال فراوان تحت تأثیر نظامیه‌های سلجوقی بودند. او بخشی از اموال خود را وقف ساختن اماکن مورد استفادهٔ شیعیان، علی‌الخصوص طلاب شیعه امامیه، کرد. نمونهٔ آن ساخت مدرسه‌ای در محلهٔ زامهران ری بوده که امکانات و مایحتاج متولیان و فقهای آن هر سال از طبرستان تأمین می‌شد. متولی این مدرسهٔ شیعی با فردی به نام علی بن بابا بود و سدیدالدین حمصی از متکلمان شیعهٔ امامیه به عنوان مدرس آن برگزیده شد. این ابنیه، علاوه بر نقشی که در توسعهٔ ساختار شهری این عصر داشتند، اغلب اماکنی فرهنگی و محل تجمع علمای دینی شیعه بودند. شاید این اقدامات شاه غازی در ساخت اماکن عام‌المنفعه در راستای تعدیل چهرهٔ خشنی بوده‌باشد که از او در میان مردم تصور می‌شد و او را در میان مردم و بزرگان مملکت منفور کرده بود.

موقعیت محله شاه غازی در ساری (مشخص شده با رنگ سبز)

آثار فراوانی از رستم شاه غازی در پایتختش، ساری، باقی مانده‌است. در محلهٔ «گاوپوستی»، که ظاهراً مکان مدرسه‌ای بود که او ساخت، آب انباری نیز به نام شاه غازی وجود داشت. ابن اسفندیار از یک دارالکتب به نام شاه غازی در این شهر نام برده‌است. گویا میان سال‌های ۴۰۶ تا ۶۰۶ هجری، در محله گاو پوستی موزه، کتابخانه و مدرسه دایر بوده‌است. بنا بر گزارش‌های ابن اسفندیار، محلهٔ گاوپوستی مقبرهٔ چند تن از اسپهبدان باوندی بود و علاءالدوله علی هم در باغ قصر حسام‌الدوله شهریار درگذشت و او را در همین باغ که در محله گاوپوستی بود، به خاک سپردند. بعدها شاه غازی هم در همین محله دفن شد و نام محلهٔ گاوپوستی به «محلهٔ شاه غازی» تغییر کرد. ابن اسفندیار شخصاً از مقبرهٔ شاه غازی در سال ۱۲۷۶ هجری بازدید کرده‌است. مسجدی با نام شاه غازی هنوز در خیابان ۱۸ دی ساری وجود دارد، که نام رسمی آن را به «امام سجاد» تغییر داده‌اند. حدود ناحیهٔ شاه غازی از طرف شمال به ۱۸ دی، از جنوب به محلهٔ عباس خانی (چراغ برق فعلی)، از شرق به آب انبار نو و از طرف غرب به میدان ساعت بود.
ساری در این دوره دارای چندین بازار و یک بارو بود و دورادور آن خندقی حفر کردند. با رشد شهرنشینی، آب انبار، پل و بناهای عام‌المنفعه بسیاری در آن ایجاد شد و ساختار شهری آن در عصر سلجوقی به تعریف و معیار شهرهای معاصرش نزدیک شد. درحالی که تا پیش از رشد تجارت در طبرستان، اغلب شهرهای طبرستان ویژگی‌های شهری چون مسجد، کتابخانه و آب‌انبار نداشتند. از ویژگی‌های یک شهر در ایران قرون میانه وجود عناصری چون «دارالحکومه»، که وظیفهٔ ادارهٔ شهر را داشت، «شارستان»، که محل زندگی بزرگان شهر بود، «کهن دژ» یا «ارگ» که امنیت نظامی شهر را تعیین می‌کرد، میدان، بازار و مسجد جامع که در مرکز شهر قرار داشته و قلب اقتصادی شهر محسوب بودند و در نهایت حومهٔ شهر که نواحی کشاورزی و محل زندگی قشر پایین جامعه بود.

## مرگ
دیو سپید سر ز دماوند کن برون،
کاندر زمانه رستم مازندران نماند
ای پرده‌دار، پرده فرو هل که بار نیست
بر تخت رستم بن علی شهریار نیست.

در باب تاریخ مرگ شاه غازی اختلاف است. برخی گفته‌اند که وی در ۵۵۸ هجری (۱۱۶۳ میلادی) درگذشته‌است. حال آنکه ابن اثیر پیکار او را با تنکز را در ۱۱۶۳ و کوشش‌هایش را برای بازپس گرفتن دامغان و بسطام در ۵۵۹ هجری (۱۱۶۴ میلادی) یاد کرده و مرگ او را آشکارا در یکم ربیع‌الاول ۵۶۰ هجری (۲۳ ژانویه ۱۱۶۵) دانسته‌است. در تاریخ طبرستان دربارهٔ مرگ شاه غازی داستانی آمده‌است: او تازه به شصت سالگی رسیده بود که در روز نوروز، همراه سابق‌الدین قزوینی و «ابو حارب لاریجان» نزد سپاهیانش رفت و امر کرد برایش چوگان آوردند؛ ضربه‌ای به توپ زد و گفت: «آه، شصت سال! نمی‌دانم برای مرگ یا بیماری آماده‌ام یا نه؟» سپس دستهٔ چوگان را انداخت و از میان سپاهیان رفت و از همان روز بیمار شد. رستم شاه غازی در فروردین ۵۵۸ هجری در روستای زریوان، در یک فرسنگی ساری، درگذشت و او را در محلهٔ گاوپوستی (که بعدها به محلهٔ شاه غازی معروف شد) دفن کردند.
پس از مرگ رستم شاه غازی پسرش، علاءالدوله حسن، که بیمار بود، به ساری آمد. او خبر مرگ اسپهبد رستم را پنهان نگهداشت و با اعلام خبر با شورش ایتاق، که از متحدان رستم بود، مواجه شد و در نبردی او را شکست داد. پس از آن نیز دیگر نزدیکان پدر من‌جمله «کیکاوس ناصرالملک»، عمویش «حسام‌الدوله شهریار»، سپهسالار «سابق‌الدین قزوینی» را کشت. سیاست‌های حسن خشن‌تر از پدرش بود و مردم بدان لقب «چوب حسنی» داده بودند. خشونت حسن کار را به جایی رساند که مردم به فرزند و ولیعهدش، گردبازو، روی آوردند ولی گردبازو از بیماری درگذشت و او دست به کشتار مردم زد تا آن که غلامانش او را در خواب کشتند. با درگذشت رستم شاه غازی، اسپهبدان باوند دیگر نتوانستند استقلال خود را بازیابند.

## منبع‌شناسی
مهمترین منبع دربارۀ اسپهبدان باوندی در این دوران ابن اسفندیار است که در کتاب تاریخ طبرستان به شرح تاریخ محلی این سرزمین پرداخته است که منبعی مورد اطمینان درباره طبرستان و مازندران است. ظهیرالدین مرعشی نیز به پیروی از این کتاب، تاریخ مشابهی را به نام تاریخ طبرستان و رویان و مازندران، رقم زده‌است. همچنین از منابع جغرافیایی و سفرنامه‌های جهانگردان مسلمان همچون ابن حوقل، بیرونی، اصطخری، ابن رسته، مقدسی، یعقوبی و… نیز می‌توان اطلاعات مهمی استخراج نمود.

## تبارنامه
تبارنامه باوندیان به پادشاهان ساسانیان برمی‌گردد. در شجره‌نامه زیر تنها بخشی از این تبارنامه را مشاهده می‌کنید که تنها مربوط به اسپهبدهای دومین شاخهٔ دودمان باوند، اسپهبدان، است. برای دیدن نسخهٔ کامل‌تر، به مقاله تبارنامه باوندیان رجوع کنید.
|  |  |  |  |  |  |  |  |  |  |                    |                    |                    |                    |                    |                    |                   |                   |                    |                    |                    |                    |                    |                    | حسام‌الدوله شهریار چهارم |                     |                     |                     |                     |                     |                   |                   |                   |                   |                   |                   |  |  |                |                |                |                |                |                |  |  |                |                |                |                |                |                |  |  |  |  |  |  |  |  |  |  |  |  |  |  |  |  |  |  |  |  |  |  |  |  |
|  |  |  |  |  |  |  |  |  |  |                    |                    |                    |                    |                    |                    |                   |                   |                    |                    |                    |                    |                    |                    |                         |                     |                     |                     |                     |                     |                   |                   |                   |                   |                   |                   |  |  |                |                |                |                |                |                |  |  |                |                |                |                |                |                |  |  |  |  |  |  |  |  |  |  |  |  |  |  |  |  |  |  |  |  |  |  |  |  |
|  |  |  |  |  |  |  |  |  |  |                    |                    |                    |                    |                    |                    |                   |                   |                    |                    |                    |                    |                    |                    |                         |                     |                     |                     |                     |                     |                   |                   |                   |                   |                   |                   |  |  |                |                |                |                |                |                |  |  |                |                |                |                |                |                |  |  |  |  |  |  |  |  |  |  |  |  |  |  |  |  |  |  |  |  |  |  |  |  |
|  |  |  |  |  |  |  |  |  |  |                    |                    |                    |                    |                    |                    |                   |                   |                    |                    |                    |                    |                    |                    |                         |                     |                     |                     |                     |                     |                   |                   |                   |                   |                   |                   |  |  |                |                |                |                |                |                |  |  |                |                |                |                |                |                |  |  |  |  |  |  |  |  |  |  |  |  |  |  |  |  |  |  |  |  |  |  |  |  |
|  |  |  |  |  |  |  |  |  |  | نجم‌الدوله قارن سوم | نجم‌الدوله قارن سوم | نجم‌الدوله قارن سوم | نجم‌الدوله قارن سوم | نجم‌الدوله قارن سوم | نجم‌الدوله قارن سوم |                   |                   | علاءالدوله علی یکم | علاءالدوله علی یکم | علاءالدوله علی یکم | علاءالدوله علی یکم | علاءالدوله علی یکم | علاءالدوله علی یکم |                         |                     |                     |                     |                     |                     | رستم              | رستم              | رستم              | رستم              | رستم              | رستم              |  |  | یزدگرد         | یزدگرد         | یزدگرد         | یزدگرد         | یزدگرد         | یزدگرد         |  |  | بهرام          | بهرام          | بهرام          | بهرام          | بهرام          | بهرام          |  |  |  |  |  |  |  |  |  |  |  |  |  |  |  |  |  |  |  |  |  |  |  |  |
|  |  |  |  |  |  |  |  |  |  | نجم‌الدوله قارن سوم | نجم‌الدوله قارن سوم | نجم‌الدوله قارن سوم | نجم‌الدوله قارن سوم | نجم‌الدوله قارن سوم | نجم‌الدوله قارن سوم |                   |                   | علاءالدوله علی یکم | علاءالدوله علی یکم | علاءالدوله علی یکم | علاءالدوله علی یکم | علاءالدوله علی یکم | علاءالدوله علی یکم |                         |                     |                     |                     |                     |                     | رستم              | رستم              | رستم              | رستم              | رستم              | رستم              |  |  | یزدگرد         | یزدگرد         | یزدگرد         | یزدگرد         | یزدگرد         | یزدگرد         |  |  | بهرام          | بهرام          | بهرام          | بهرام          | بهرام          | بهرام          |  |  |  |  |  |  |  |  |  |  |  |  |  |  |  |  |  |  |  |  |  |  |  |  |
|  |  |  |  |  |  |  |  |  |  |                    |                    |                    |                    |                    |                    |                   |                   |                    |                    |                    |                    |                    |                    |                         |                     |                     |                     |                     |                     |                   |                   |                   |                   |                   |                   |  |  |                |                |                |                |                |                |  |  |                |                |                |                |                |                |  |  |  |  |  |  |  |  |  |  |  |  |  |  |  |  |  |  |  |  |  |  |  |  |
|  |  |  |  |  |  |  |  |  |  | فخرالملوک رستم سوم | فخرالملوک رستم سوم | فخرالملوک رستم سوم | فخرالملوک رستم سوم | فخرالملوک رستم سوم | فخرالملوک رستم سوم |                   |                   |                    |                    |                    |                    |                    |                    |                         |                     |                     |                     |                     |                     | فرامرز            | فرامرز            | فرامرز            | فرامرز            | فرامرز            | فرامرز            |  |  |                |                |                |                |                |                |  |  |                |                |                |                |                |                |  |  |  |  |  |  |  |  |  |  |  |  |  |  |  |  |  |  |  |  |  |  |  |  |
|  |  |  |  |  |  |  |  |  |  | فخرالملوک رستم سوم | فخرالملوک رستم سوم | فخرالملوک رستم سوم | فخرالملوک رستم سوم | فخرالملوک رستم سوم | فخرالملوک رستم سوم |                   |                   |                    |                    |                    |                    |                    |                    |                         |                     |                     |                     |                     |                     | فرامرز            | فرامرز            | فرامرز            | فرامرز            | فرامرز            | فرامرز            |  |  |                |                |                |                |                |                |  |  |                |                |                |                |                |                |  |  |  |  |  |  |  |  |  |  |  |  |  |  |  |  |  |  |  |  |  |  |  |  |
|  |  |  |  |  |  |  |  |  |  |                    |                    |                    |                    |                    |                    |                   |                   |                    |                    |                    |                    |                    |                    |                         |                     |                     |                     |                     |                     |                   |                   |                   |                   |                   |                   |  |  |                |                |                |                |                |                |  |  |                |                |                |                |                |                |  |  |  |  |  |  |  |  |  |  |  |  |  |  |  |  |  |  |  |  |  |  |  |  |
|  |  |  |  |  |  |  |  |  |  |                    |                    |                    |                    |                    |                    |                   |                   |                    |                    |                    |                    |                    |                    |                         |                     |                     |                     |                     |                     |                   |                   |                   |                   |                   |                   |  |  |                |                |                |                |                |                |  |  |                |                |                |                |                |                |  |  |  |  |  |  |  |  |  |  |  |  |  |  |  |  |  |  |  |  |  |  |  |  |
|  |  |  |  |  |  |  |  |  |  |                    |                    | تاج‌الملوک مرداویج  | تاج‌الملوک مرداویج  | تاج‌الملوک مرداویج  | تاج‌الملوک مرداویج  | تاج‌الملوک مرداویج | تاج‌الملوک مرداویج |                    |                    |                    |                    |                    |                    | رستم شاه غازی چهارم     | رستم شاه غازی چهارم | رستم شاه غازی چهارم | رستم شاه غازی چهارم | رستم شاه غازی چهارم | رستم شاه غازی چهارم |                   |                   |                   |                   |                   |                   |  |  |                |                |                |                |                |                |  |  |                |                |                |                |                |                |  |  |  |  |  |  |  |  |  |  |  |  |  |  |  |  |  |  |  |  |  |  |  |  |
|  |  |  |  |  |  |  |  |  |  |                    |                    | تاج‌الملوک مرداویج  | تاج‌الملوک مرداویج  | تاج‌الملوک مرداویج  | تاج‌الملوک مرداویج  | تاج‌الملوک مرداویج | تاج‌الملوک مرداویج |                    |                    |                    |                    |                    |                    | رستم شاه غازی چهارم     | رستم شاه غازی چهارم | رستم شاه غازی چهارم | رستم شاه غازی چهارم | رستم شاه غازی چهارم | رستم شاه غازی چهارم |                   |                   |                   |                   |                   |                   |  |  |                |                |                |                |                |                |  |  |                |                |                |                |                |                |  |  |  |  |  |  |  |  |  |  |  |  |  |  |  |  |  |  |  |  |  |  |  |  |
|  |  |  |  |  |  |  |  |  |  |                    |                    |                    |                    |                    |                    |                   |                   |                    |                    |                    |                    |                    |                    |                         |                     |                     |                     |                     |                     |                   |                   |                   |                   |                   |                   |  |  |                |                |                |                |                |                |  |  |                |                |                |                |                |                |  |  |  |  |  |  |  |  |  |  |  |  |  |  |  |  |  |  |  |  |  |  |  |  |
|  |  |  |  |  |  |  |  |  |  |                    |                    |                    |                    |                    |                    |                   |                   |                    |                    |                    |                    |                    |                    |                         |                     |                     |                     |                     |                     |                   |                   |                   |                   |                   |                   |  |  |                |                |                |                |                |                |  |  |                |                |                |                |                |                |  |  |  |  |  |  |  |  |  |  |  |  |  |  |  |  |  |  |  |  |  |  |  |  |
|  |  |  |  |  |  |  |  |  |  |                    |                    |                    |                    |                    |                    | گردبازو           | گردبازو           | گردبازو            | گردبازو            | گردبازو            | گردبازو            |                    |                    |                         |                     |                     |                     |                     |                     | شرف‌الملوک حسن یکم | شرف‌الملوک حسن یکم | شرف‌الملوک حسن یکم | شرف‌الملوک حسن یکم | شرف‌الملوک حسن یکم | شرف‌الملوک حسن یکم |  |  | علاءالدوله علی | علاءالدوله علی | علاءالدوله علی | علاءالدوله علی | علاءالدوله علی | علاءالدوله علی |  |  |                |                |                |                |                |                |  |  |  |  |  |  |  |  |  |  |  |  |  |  |  |  |  |  |  |  |  |  |  |  |
|  |  |  |  |  |  |  |  |  |  |                    |                    |                    |                    |                    |                    | گردبازو           | گردبازو           | گردبازو            | گردبازو            | گردبازو            | گردبازو            |                    |                    |                         |                     |                     |                     |                     |                     | شرف‌الملوک حسن یکم | شرف‌الملوک حسن یکم | شرف‌الملوک حسن یکم | شرف‌الملوک حسن یکم | شرف‌الملوک حسن یکم | شرف‌الملوک حسن یکم |  |  | علاءالدوله علی | علاءالدوله علی | علاءالدوله علی | علاءالدوله علی | علاءالدوله علی | علاءالدوله علی |  |  |                |                |                |                |                |                |  |  |  |  |  |  |  |  |  |  |  |  |  |  |  |  |  |  |  |  |  |  |  |  |
|  |  |  |  |  |  |  |  |  |  |                    |                    |                    |                    |                    |                    |                   |                   |                    |                    |                    |                    |                    |                    |                         |                     |                     |                     |                     |                     |                   |                   |                   |                   |                   |                   |  |  |                |                |                |                |                |                |  |  |                |                |                |                |                |                |  |  |  |  |  |  |  |  |  |  |  |  |  |  |  |  |  |  |  |  |  |  |  |  |
|  |  |  |  |  |  |  |  |  |  |                    |                    |                    |                    |                    |                    |                   |                   |                    |                    |                    |                    | گردبازو            | گردبازو            | گردبازو                 | گردبازو             | گردبازو             | گردبازو             |                     |                     | اردشیر یکم        | اردشیر یکم        | اردشیر یکم        | اردشیر یکم        | اردشیر یکم        | اردشیر یکم        |  |  |                |                |                |                |                |                |  |  |                |                |                |                |                |                |  |  |  |  |  |  |  |  |  |  |  |  |  |  |  |  |  |  |  |  |  |  |  |  |
|  |  |  |  |  |  |  |  |  |  |                    |                    |                    |                    |                    |                    |                   |                   |                    |                    |                    |                    | گردبازو            | گردبازو            | گردبازو                 | گردبازو             | گردبازو             | گردبازو             |                     |                     | اردشیر یکم        | اردشیر یکم        | اردشیر یکم        | اردشیر یکم        | اردشیر یکم        | اردشیر یکم        |  |  |                |                |                |                |                |                |  |  |                |                |                |                |                |                |  |  |  |  |  |  |  |  |  |  |  |  |  |  |  |  |  |  |  |  |  |  |  |  |
|  |  |  |  |  |  |  |  |  |  |                    |                    |                    |                    |                    |                    |                   |                   |                    |                    |                    |                    |                    |                    |                         |                     |                     |                     |                     |                     |                   |                   |                   |                   |                   |                   |  |  |                |                |                |                |                |                |  |  |                |                |                |                |                |                |  |  |  |  |  |  |  |  |  |  |  |  |  |  |  |  |  |  |  |  |  |  |  |  |
|  |  |  |  |  |  |  |  |  |  |                    |                    |                    |                    |                    |                    |                   |                   |                    |                    |                    |                    |                    |                    |                         |                     |                     |                     |                     |                     |                   |                   |                   |                   |                   |                   |  |  |                |                |                |                |                |                |  |  |                |                |                |                |                |                |  |  |  |  |  |  |  |  |  |  |  |  |  |  |  |  |  |  |  |  |  |  |  |  |
|  |  |  |  |  |  |  |  |  |  |                    |                    |                    |                    | شرف‌الملوک          | شرف‌الملوک          | شرف‌الملوک         | شرف‌الملوک         | شرف‌الملوک          | شرف‌الملوک          |                    |                    | شرف‌الدوله          | شرف‌الدوله          | شرف‌الدوله               | شرف‌الدوله           | شرف‌الدوله           | شرف‌الدوله           |                     |                     |                   |                   |                   |                   |                   |                   |  |  | رستم پنجم      | رستم پنجم      | رستم پنجم      | رستم پنجم      | رستم پنجم      | رستم پنجم      |  |  | رکن‌الدوله کارن | رکن‌الدوله کارن | رکن‌الدوله کارن | رکن‌الدوله کارن | رکن‌الدوله کارن | رکن‌الدوله کارن |  |  |  |  |  |  |  |  |  |  |  |  |  |  |  |  |  |  |  |  |  |  |  |  |

سالشمار باوندیان
بازه زمانی حکومت هر یک از اسپهبدان باوندی، در هر سه شاخهٔ کیوسیه، اسپهبدیه و کین‌خواریه، را در نمودار زیر مشاهده می‌کنید. دوران رستم شاه غازی با رنگ سرخ و عبارت «رستم شاه غازی» متمایز است: